# Soria (stacja kolejowa)
Soria (hiszp. Estación de Soria, stosowana również nazwa Soria-Cañuelo) – stacja kolejowa w miejscowości Soria, we wspólnocie autonomicznej Kastylia i León, w Hiszpanii. Jest obsługiwana przez pociągi Media Distancia (średniego zasięgu) Renfe.

## Położenie i opis stacji
Znajduje się na 93,9 km linii Torralba - Castejón rozstawu iberyjskiego, na 1044 m n.p.m..
Budynek dworca pasażerskiego Soria jest to prostokątny, dwupiętrowy budynek, znajdujący się na południowy zachód od miasta, przy drodze do Madrytu.
Posiada 2 perony: jeden przylegający do budynku dworca, a drugi to peron wyspowy z dwoma torami przy krawędziach. Ruch i wymiana pasażerów między peronami odbywa się w poziomie torów.
Stacja oferuje sprzedaż biletów, obsługę klientów oraz toalety. Cały kompleks wyposażony jest i przystosowany dla osób niepełnosprawnych.